# Officiel (athlétisme)
Pour les articles homonymes, voir Officiel.
Outre les jurys, une compétition d'athlétisme nécessite un certain nombre d'officiels, sur le terrain, dans les bureaux ou au matériel.
L'athlétisme étant un sport individuel, plusieurs épreuves ont lieu en même temps sur le stade, le score étant précis en temps ou en distance, les juges sont nombreux. Ils remplissent des fonctions spécialisées ou générales, et sont qualifiés par la fédération, bien que bénévoles.

## Juge-arbitre
Il exerce la responsabilité générale de la compétition. Il organise les différents jurys, vérifie les dispositions matérielles, coordonne la gestion des horaires, des qualifications, des réclamations. Il rédige en fin de journée un procès-verbal relatif à l'ensemble de la compétition. En cas de grosses compétitions (championnat) un juge-arbitre est désigné par spécialité (courses, sauts,lancers...)

## Juges sur le terrain
Chaque épreuve est placée sous l'autorité d'un chef-juge. Ce chef juge a l'autorité pour valider les performances.
- Juges de saut : à l'anémomètre, au chrono, à la marque, au tableau d'affichage, à la chute, au décamètre, au râteau, aux drapeaux
- Juges de lancer : à la marque, au tableau d'affichage, à la chute, à l'engin de mesure (double déca ou 50 m)
- Juges de courses : starter et starter de rappel, chronos à l'arrivée pour les temps, juges d'arrivée pour les places, juge de virage ou d'obstacles sur le parcours

## Officiels autres (secrétariat, vidéo...)
- Secrétariat de la chambre d'appel
- Responsable du matériel
- Responsable de la vidéo, il cale la caméra pour les arrivées de courses. Il visionne les images du photo-finish pour aider au classement.
- Secrétariat d'affichage. Il permet par sa réactivité de donner l'information aux athlètes concernés par des courses successives (séries de qualification au 100 m par exemple)
- Responsable micro. Cet officiel informe le public et les athlètes des performances en cours ou des épreuves à venir.

## Officiels lors d'une compétition internationale
Les compétitions d'athlétisme sont régies par des règlements soumis par l'IAAF. Ces règlements sont mis en application par des officiels. Dans les compétitions de niveau international, les officiels sont les suivants :
- Délégué(s) à l'organisation
- Délégué(s) technique(s)
- Délégué médical
- Délégué au contrôle antidopage
- Officiels techniques internationaux/Officiels internationaux de cross-country, de courses sur route et de courses en montagne/Officiels techniques continentaux
- Juges de marche internationaux/Juges de marche continentaux
- Mesureur international de parcours sur route
- Starter(s) international(aux)
- Juge international de photographie d'arrivée
- Jury d'appel

Chacun de des acteurs est désigné par le conseil de l'IAAF. 
Le comité d'organisation d'une réunion ou de compétitions doit comporter également des officiels. La liste suivante est la liste communément admise pour des compétitions internationales.
- Officiels de direction
  - Un directeur de compétition
  - Un directeur de réunion
  - Un directeur technique
  - Un responsable de l’animation
- Officiels de compétition
  - Un juge-arbitre pour la chambre d’appel
  - Un ou plusieurs juges-arbitres pour les courses
  - Un ou plusieurs juges-arbitres pour les concours
  - Un ou plusieurs juges-arbitres pour les épreuves combinées
  - Un ou plusieurs juges-arbitres pour les épreuves se déroulant hors du stade
  - Un juge-arbitre pour la Chambre d’Appel
  - Un chef-juge et un nombre approprié de juges pour les courses
  - Un chef-juge et un nombre approprié de juges pour chaque concours
  - Un chef-juge et cinq juges pour chaque épreuve de marche sur piste
  - Un chef-juge et huit juges pour chaque épreuve de marche sur route

## Réclamation
Les réclamations peuvent porter, au regard du règlement spécifique de la compétition, sur des points divers : gêne par un autre athlète, erreur de jugement du jury, erreur de classement, etc. Le chef-juge de l'épreuve peut répondre rapidement à la réclamation et valider par exemple un essai supplémentaire en saut ou lancer, un glissement d'un athlète dans une autre série de courses. Si la réclamation est plus complexe ou différée, c'est le juge-arbitre qui répond. Le recours à une vidéo personnelle, de l'athlète, d'un entraîneur, d'un spectateur peut aider à la décision.

## Anecdotes
- Le célèbre « I didn't move » de Jon Drummond, éliminé lors des Championnats du monde d'athlétisme 2003 à Paris, a mis l'accent sur le rôle des officiels, des limites du règlement, de la gestion du temps de télévision très coûteux.